# Junkyard (gruppo musicale)
I Junkyard sono un gruppo hard rock nato a Los Angeles, California nel 1988.

## Storia
La band venne fondata nel 1988 da Chris Gates ricollocatosi a Los Angeles da Austin, Texas dove militava nella punk rock band Big Boys.
La prima versione della band nel 1987 venne chiamata The Strappados e vedeva Gates con i texani Max Gottlieb alla chitarra e il batterista Jon Howard. Il chitarrista Brian Baker fu l'unico membro della band che aveva avuto abbastanza esperienze con altri gruppi, infatti egli fu membro delle punk band di Washington The Meatmen, Dag Nasty e Minor Threat.
Firmando per la Geffen Records nel gennaio 1988, i Junkyard pubblicarono il primo album l'anno seguente. L'omonimo Junkyard, prodotto da Tom Werman, vedeva ospiti d'eccezione come il chitarrista di David Bowie Earl Slick e Duane Roland dei Molly Hatchet. Al Kooper partecipò come tastierista.
Baker abbandonò il progetto per entrare nei Bad Religion, ma abbandonò anche il batterista Jon Howard. A sostituzione dei due entrarono due ex membri dei Decry, Todd Muscat, (ex Kill for Thrills e fratello di Brent Muscat dei Faster Pussycat) al basso e Patrick Muzingo alla batteria.
Il seguente Sixes, Sevens & Nines, prodotto da Ed Stasium, uscì nel 1991.
Le demo per il terzo album vennero registrate, ma la band venne scaricata dalla loro etichetta. Non riuscendo nel tentativo di trovare una nuova etichetta, la band si sciolse nel 1991. Le demo irrealizzate del terzo album vennero diffuse non ufficialmente sotto il nome di XXX e The Joker, e poi vendute in internet.
Roach fondò i Borracio con il chitarrista Ted Hutt ed il chitarrista dei Dogs D'Amour Jo Dog. Chris Gates fondò i 99LBS. Il batterista Pat Muzingo formò i Catfish con Eric Stacy dei Faster Pussycat e poi i Battery Club con Rikki Rachtman, VJ di MTV. Muzingo più tardi farà parte dei Suckerpunch con il chitarrista Tim Mosher ed i Speedbuggy con l'ex chitarrista dei NOFX Steve Kidwiler e l'ex-frontman dei Sugartooth Tim Gruse.
I Junkyard si riformarono nel 2000 con Roach, Gates, Muscat, Anthony e Muzingo. Per alcune date giapponesi, la band arruolò il chitarrista dei Dogs D'Amour Jo Dog. Nello stesso anno pubblicano il live album Shut Up - We're Trying to Practice!.
Roach formò poi la band Gutter Gangster All Stars nel tardo 2000 con l'ex-batterista dei Guns N'Roses Steven Adler ed il chitarrista dei Pretty Boy Floyd e Shameless Steve Summers. Nel 2003 la formazione composta da Roach, Gates, Muscat, Muzingo e Mosher pubblica il terzo album in studio intitolato Tried and True. Dopo alcuni anni i Junkyard annunciano un nuovo tour nel 2008, preceduto dalla pubblicazione della raccolta Put It on Ten and Pull the Knobs Off!, un album che raccoglie le prime demo della band risalenti al 1987, che aiutarono la band a firmare un contratto con una major.

## Formazione

### Formazione attuale
- Chris Gates - chitarra, voce
- Tim Mosher - chitarra, voce
- Todd Muscat - basso, voce
- Patrick Muzingo - batteria

### Ex componenti
- Brian Baker - chitarra, voce
- Clay Anthony - basso
- Max Gottlieb - chitarra
- Jon Howard - batteria
- Tony Alva - basso
- Wino - basso
- David Roach[1] - voce, armonica

## Discografia

### Album in studio
- 1989 - Junkyard
- 1991 - Sixes, Sevens & Nines
- 2003 - Tried and True

### Live
- 2000 - Live at the Cat Club, NYC (non ufficiale)
- 2000 - Shut Up - We're Trying to Practice!

### Raccolte
- 2008 - Put It on Ten and Pull the Knobs Off!

### Demo
- 1989 - XXX
- 1989 - Joker

### Partecipazioni
- Youth Gone Wild: Heavy Metal Hits of the '80s, Vol. 4
- Geffen Vintage 80's Presents: It Rocks
- World's Greatest Heavy Metal Anthems